# Межиріцька сільська рада (Лебединський район)
Межи́ріцька сільська́ ра́да — колишній орган місцевого самоврядування в Лебединському районі Сумської області. Адміністративний центр — село Межиріч.

## Загальні відомості
- Населення ради: 1 801 особа (станом на 2001 рік)

## Населені пункти
Сільській раді підпорядковані населені пункти:
- с. Межиріч
- с. Гостробури

## Склад ради
Рада складалася з 20 депутатів та голови.
- Голова ради: Литвиненко Віктор Григорович
- Секретар ради: Клюєва Валентина Григорівна

### Керівний склад попередніх скликань
| Прізвище, ім'я, по батькові  | Основні відомості                                                 | Дата обрання | Дата звільнення |
| ---------------------------- | ----------------------------------------------------------------- | ------------ | --------------- |
| Литвиненко Віктор Григорович | Сільський голова, 1956 року народження, освіта вища, безпартійний | 26.03.2006   | 31.10.2010      |
| Литвиненко Віктор Григорович | Сільський голова, 1956 року народження, освіта вища               | 31.10.2010   |                 |

Примітка: таблиця складена за даними сайту Верховної Ради України